# Vol du feu

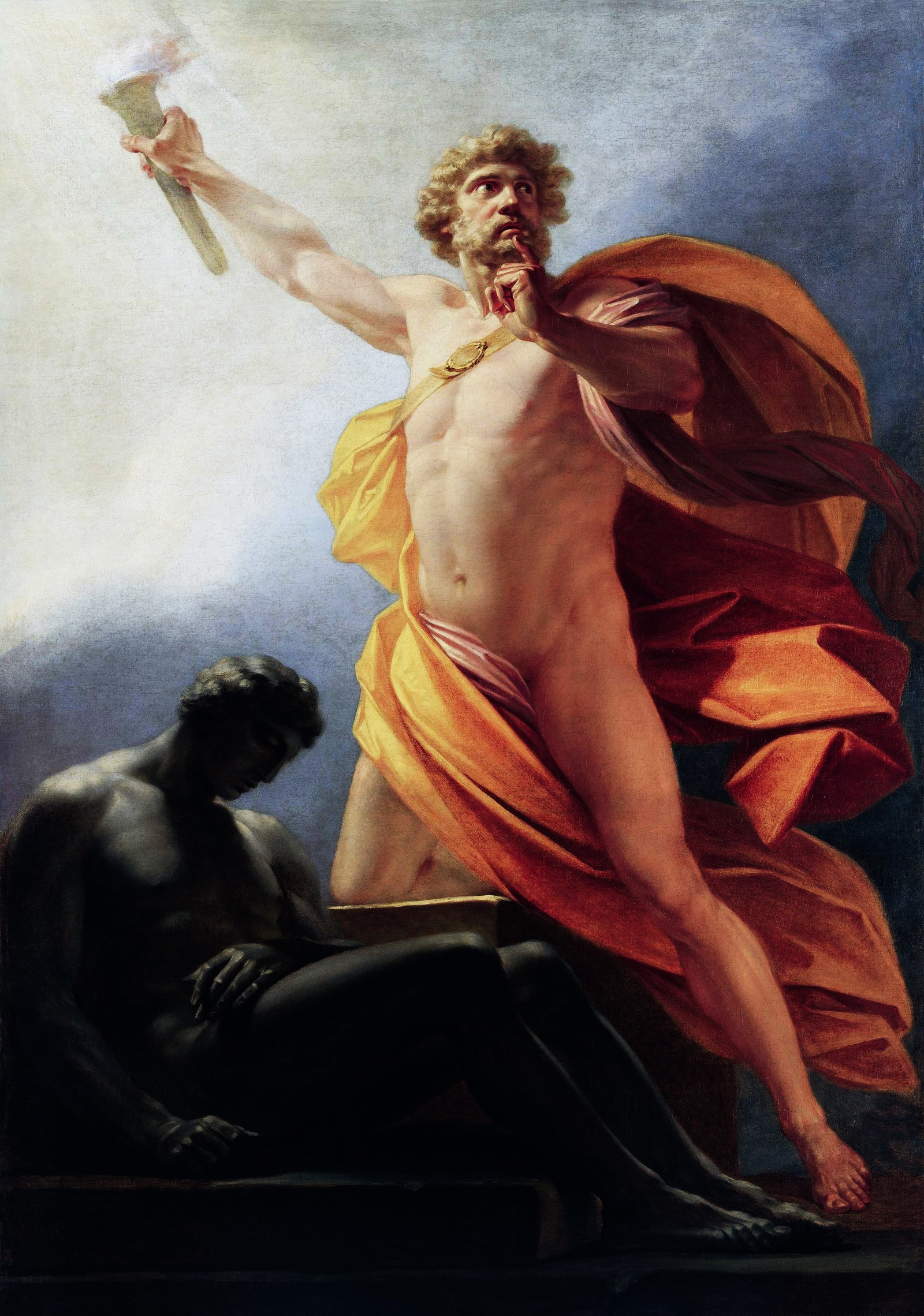
Prométhée apporte le feu à l'humanité (1817) par Heinrich Friedrich Füger.

Le vol du feu au profit de l'humanité est un thème qui revient dans de nombreuses mythologies du monde.

## Mythologies indo-européennes
Dans la mythologie grecque, le Titan Prométhée vole le feu céleste pour l'humanité, permettant le progrès de la civilisation. Le mythe du vol du feu par Prométhée a vraisemblablement des racines profondes dans la mythologie proto-indo-européenne,.
Selon le Rig-Véda (3:9.5), le héros Mātariśvan (en) a récupéré le feu, qui avait été caché à l'humanité. Mātariśvan a transmis à l'homme la « lumière divine qui vient de loin ». Son personnage oscille entre Feu et Vent, tout comme Loki. Le sens que l'on attribue à son nom peut se rattacher tant à la racine manth- « produire le feu par frottement » ou à la racine mathi- « voler ». le mythe de Mātariśvan et celui de Prométhée partagent une structure narrative commune : le feu est caché par une autorité céleste (Zeus / les dieux védiques), puis récupéré par un intermédiaire (Prométhée / Mātarīśvan) grâce à un véhicule végétal (férule / araṇi). Le Titan comme le héros sont liés au sacrifice : Prométhée trompe Zeus sur les parts sacrificielles, tandis que Mātarīśvan est l'agent du feu sacrificiel.
Dans la mythologie nordique, Loki acquiert le secret du feu d'un aigle en échange des jambons et des épaules de bœufs sacrifiés[source insuffisante].

## Mythologies amérindiennes
Dans la mythologie cherokee, après que l'Opossum et la Buse n'eurent pas réussi à voler le feu, Grand-mère Araignée utilisa sa toile pour se faufiler au pays de la lumière. Elle a volé du feu, le cachant dans un pot d'argile.
- Parmi les diverses tribus amérindiennes du Nord-Ouest Pacifique et des Premières Nations, le Coyote, le Castor ou le Chien a volé et donné du feu aux humains[6].

- Selon certains membres des Premières nations du Yukon, le Corbeau aurait volé le feu d'un volcan au milieu de l'eau[7].

- Selon les Amérindiens creeks, le Lapin a volé le feu des Belettes[8].

- Dans la mythologie algonquin, le Lapin a volé le feu d'un vieil homme et de ses deux filles[9].

- Dans la mythologie ojibwé, Nanabozho le lièvre a volé le feu et l'a donné aux humains.

## Autres mythologies
- Dans le Livre d'Hénoch, les anges déchus et Azazel enseignent à l'humanité primitive à utiliser les outils et le feu.

- Dans la mythologie polynésienne, Māui (en) a volé le feu aux Mudhens[10].

- Dans l'une des versions de la mythologie géorgiene, Amirani a volé le feu aux métallurgistes, qui ont refusé de le partager - et la connaissance de sa création - avec d'autres humains.